# Filistatoides polita
Espèce
Synonymes
- Filistata polita Franganillo, 1936

Filistatoides polita est une espèce d'araignées aranéomorphes de la famille des Filistatidae.

## Distribution
Cette espèce est endémique de Cuba.

## Description
Le mâle décrit par Brescovit, Sánchez-Ruiz et Alayón en 2016 mesure 3,5 mm et la femelle 4,5 mm.

## Publication originale
- Franganillo, 1936 : Los arácnidos de Cuba hasta 1936. Cultural, La Habana, 1-183.